# Acalypha plicata
Acalypha plicata är en törelväxtart som beskrevs av Johannes Müller Argoviensis. Acalypha plicata ingår i släktet akalyfor, och familjen törelväxter. Inga underarter finns listade i Catalogue of Life.